# American Negro Short Stories
American Negro Short Stories bzw. Black American Short Stories: One Hundred Years of the Best ist eine klassische englischsprachige Anthologie von Kurzgeschichten afroamerikanischer Schriftsteller, die von John Henrik Clarke (1915–1998) herausgegeben wurde.

## Kurzeinführung
Die Anthologie wurde ursprünglich 1966 veröffentlicht (unter leicht modifiziertem Titel 1993). Sie enthält  Geschichten von Charles W. Chesnutt und Paul Laurence Dunbar aus der Zeit des 19.  Jahrhunderts bis hin zum reichen und produktiven Werk der Harlem Renaissance mit Autoren wie Zora Neale Hurston, Langston Hughes und Richard Wright; Werke von Chester Himes, Frank Yerby und vielen anderen während des Zweiten Weltkriegs und die späteren Romane von James Baldwin, Paule Marshall und LeRoi Jones (Imamu Amiri Baraka) und vielen anderen. Der Herausgeber Clarke hat die Ausgabe von 1993 mit einer neuen Einleitung und einer Kurzbiografie der einzelnen Autorinnen und Autoren versehen.

## Inhalt
Die Anthologie enthält folgende Geschichten:
- The lynching of Jube Benson, Paul Laurence Dunbar
- On being crazy, W.E.B. Du Bois
- The goophered grapevine, Charles Waddell Chesnutt
- The city of refuge, Rudolph Fisher
- The overcoat, John P. Davis
- Truant, Claude McKay
- A summer tragedy, Arna Bontemps
- The gilded six-bits, Zora Neale Hurston
- Bright and morning star, Richard Wright
- The boy who painted Christ black, John Henrik Clarke
- On friday morning, Langston Hughes
- So peaceful in the country, Carl Ruthven Offord
- And/or, Sterling Brown
- Fighter, John Caswell Smith
- The homecoming, Frank Yerby
- How John Boscoe outsung the devil, Arthur P. Davis
- Solo on the drums, Ann Petry
- Mama’s missionary money, Chester Himes
- See how they run, Mary Elizabeth Vroman
- Exodus, James Baldwin
- God bless America, John O. Killens
- Train whistle guitar, Albert Murray
- The senegalese, Hoyt W. Fuller
- A matter of time, Frank London Brown
- Cry for me, William Melvin Kelley
- Reena, Paule Marshall
- The convert, Lerone Bennett, Jr.
- The winds of change, Loyle Hairston
- The screamers, LeRoi Jones
- Sarah, Martin J. Hamer
- The sky is gray, Ernest J. Gaines
- On trains, James Allen McPherson
- Marigolds, Eugenia W. Collier
- Steady going up, Maya Angelou
- Everyday use, Alice Walker
- The organizer's wife, Toni Cade Bambara
- Jesse, Rosemarie Robotham
- The wife, Jennifer Jordan